# Ptujska Gora
Ptujska Gora – wieś w Słowenii, w gminie Majšperk.

## Opis

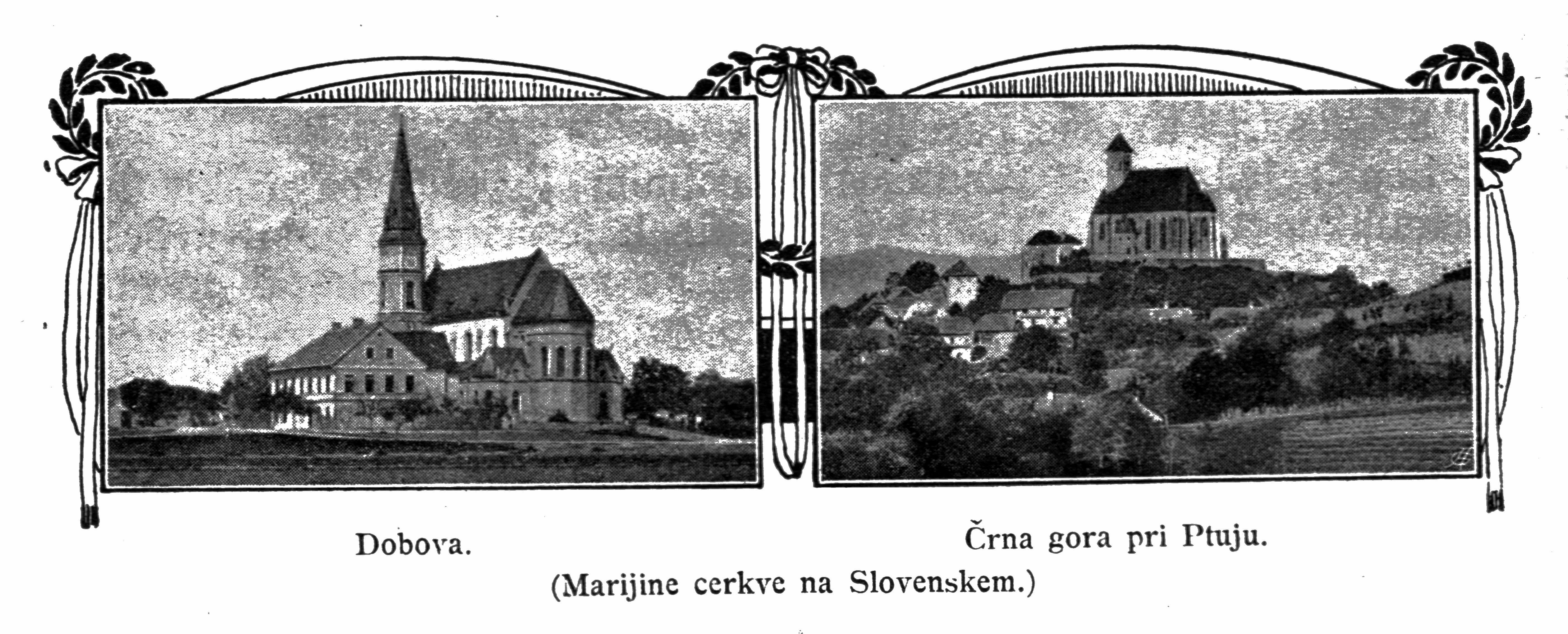
Kościół na Ptujskiej gorze, ilustracja z 1909 r.

Ptujska Gora to wieś położona na podłużnym grzbiecie Savinjsko między rzeką Dravinją na południu, a potokiem Polskavą na północy. Rozwój miejscowości nastąpił, gdy pod koniec XIV w. został wybudowany kościół Matki Bożej. W 1447 r. miejscowość uzyskała prawo do jarmarku i zaczęła się przekształcać w miasteczko, które po raz pierwszy było wzmiankowane w 1578 r.
Ptujska Gora jest znanym celem pielgrzymek. Początkowo znana była pod nazwą Nova Štifta, potem Mons Gratiarum, a w czasie najazdów tureckich, ze względu na cud (Maria otoczyła górę czarną chmurą tak, by najeźdźcy jej nie ujrzeli) zyskała wśród miejscowej ludności nazwę Črna gora. W 1937 r. wraz z przybyciem minorytów uzyskała swoją dzisiejszą nazwę.
Położenie: wieś leży na drodze z Ptuja do Majšperku. Odległość od Ptuja wynosi 13 km.